# 長濱漁港
長濱漁港為一座臺灣臺東縣長濱鄉境內的漁港。長濱漁港距離南方的成功漁港約54公里遠，是目前為臺東縣境內最北端的漁港，目前由成功鎮的新港區漁會進行管理。

## 沿革
長濱漁港興建於1982年（民國71年），因長濱地區海岸線平直且有暗礁，受地形變化影響，當時長濱漁港工程僅建有防波堤兼碼頭90公尺，使得完工後即面臨停靠碼頭不足的問題。
自1988年（民國77年）起開始，便針對碼頭不足以及漂砂導致港口堵塞問題延長防波堤兼碼頭使用，至1996年（民國85年）止已延建防波堤兼碼頭共148公尺、新建西防波堤98公尺。
由於長濱漁港以漁筏使用率居多，且1988年至1996年（民國77年至民國85年）所增建之碼頭設施仍然不敷使用，故目前計畫於長濱漁港第三期擴建方案中，再延長防波堤60公尺，並利用漁港東側灘地闢建避風泊地與碼頭。

### 管理站
臺東縣政府於長濱漁港設有一座管理站，地址：臺東縣長濱鄉長濱村108-1號。

## 漂砂問題
長濱漁港自興建完工啟用後，港口長年以來都有漂砂導致堵塞的問題，而臺東縣政府計畫利用港口堵塞疏浚出的砂石，秉持「以砂養港」、「以港養港」原則，以疏浚砂石標售作為收入，於長濱漁港興建整補場、吊筏機、反光標誌等設施，並爭取台灣中油公司設置流動加油站，以強化長濱漁港的基礎漁業建設。

## 周遭景點
- 八仙洞
- 石雨傘
- 三仙台
- 烏石鼻

## 資料來源
1. ↑  .   [201-06-26]. （原始内容存档于2020-03-04）.
2. ↑  張武吉. . 人間社. 2013-06-26  [2013-06-26]. （原始内容存档于2015-02-19）.